# Люпин білий

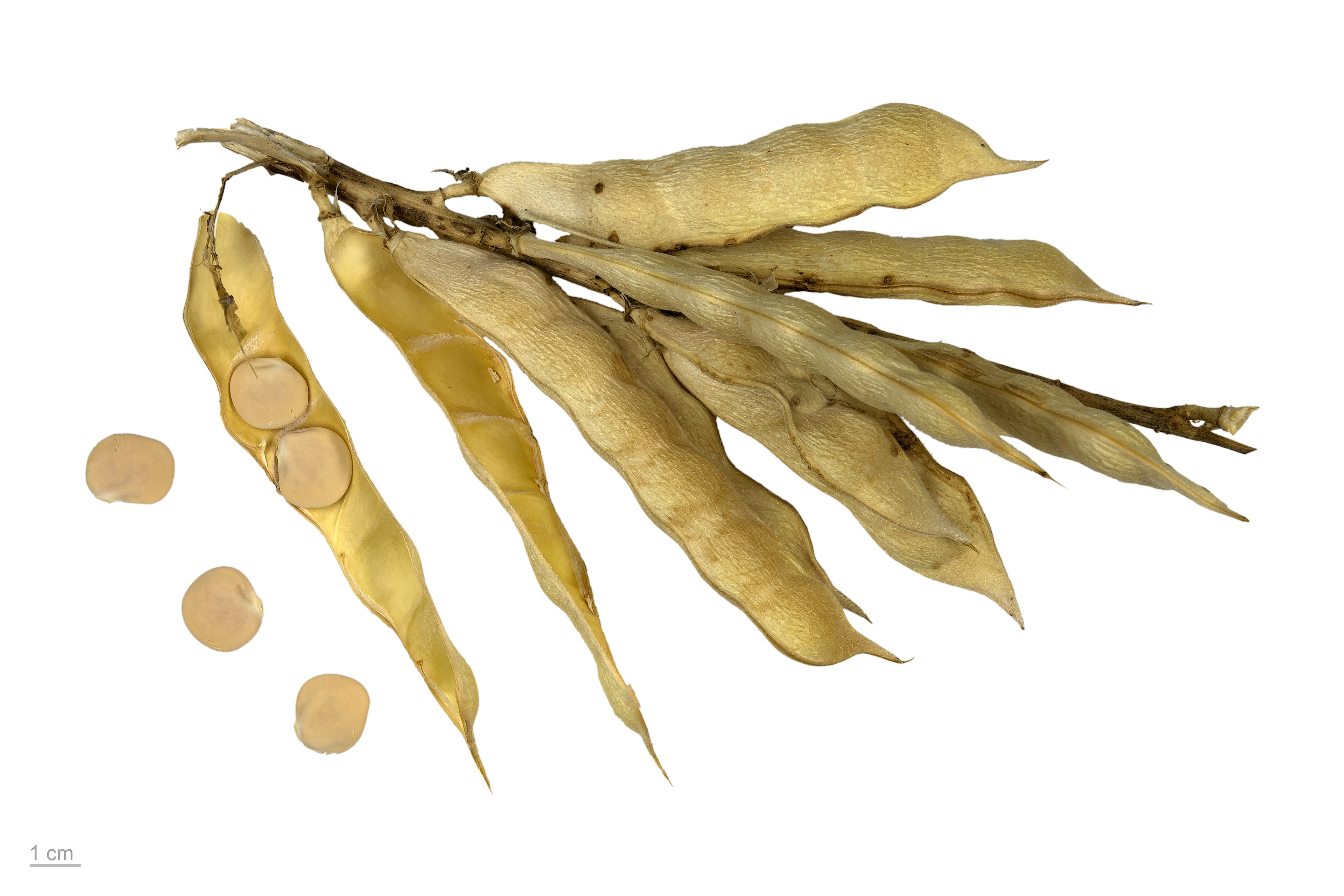
Lupinus albus - Тулузький музей

Люпин білий (Lupinus albus) — вид квіткових рослин родини бобові (Fabaceae). Однорічна рослина, зелене добриво, кормова культура, використовується в декоративних цілях. Визнаний найбільш ефективним сидератом для бідних легких ґрунтів з підвищеною кислотністю. Навіть на бідних ґрунтах накопичує багато зеленої маси, 300-400 кг на сотку. Істотно підвищує родючість суглинних і супіщаних ґрунтів, цілком замінює гній, сприяє розкисленню ґрунтів.

## Поширення
Поширений по всій Греції з островами, в Албанії, на о-вах Сицилія, Корсика, Сардинія, а також в Ізраїлі, Палестині, Західній Туреччині (європейська та західно-малоазіатська частина). Обробляється по всьому Середземномор'ю, а також у Єгипті, Судані, Ефіопії, Сирії, Центральній і Західній Європі, Тропічній і Південній Африці, Австралії, США і Південній Америці, у Росії, Україні і Білорусі. У Грузії донедавна існувала стародавня культура озимого грузинського екотипу білого люпину під місцевою назвою ханчколі. Легко дичавіє, особливо в Середземномор'ї.

## Історія вирощування
Його батьківщина — країни Середземномор'я, так само як люпину жовтого (Lupinus luteus L.) та люпину вузьколистого (Lupinus angustifolius L.). Однак на відміну від цих видів білий люпин відомий в культурі більше 2 тис. років тому. Білий люпин був окультурений тисячоліття тому. Має велике біле з кремовим відтінком насіння і боби, що розтріскується. Для нього характерна наявність алкалоїдів (1-2% і більше), які надають люпину гіркий смак. У літературних пам'ятках білий люпин вперше згадується у грецького лікаря Гіппократа (460-364 р. до н.е.). У стародавньому Римі його насіння використовувалися в їжу і на корм худобі, а також як зелене добриво для поліпшення родючості ґрунту. Шляхом вимочування в морській або річковій воді люпин позбавлявся гіркоти. Пліній Старший в «Природничій історії» писав: «Люпин, розмочений в гарячій воді, йде в їжу і людині, волові ж, щоб бути ситим і зміцніти, достатньо щодня отримувати модій люпину» (1 модій - 8,7 л). Виведення безалкалоїдних форм перевело люпин в розряд цінних високобілкових кормових рослин. Сучасні кормові сорти люпину містять 0,05-0,07% при гранично допустимій нормі вмісту алкалоїдів 0,3%. Однак білий люпин за своєю природою дуже пізньостиглий вид, схильний до тривалого розгалуження, тривалому цвітінню у колишньому Радянському Союзі може стійко дозрівати тільки в умовах субтропіків Грузії.

## Кулінарія та токсичність

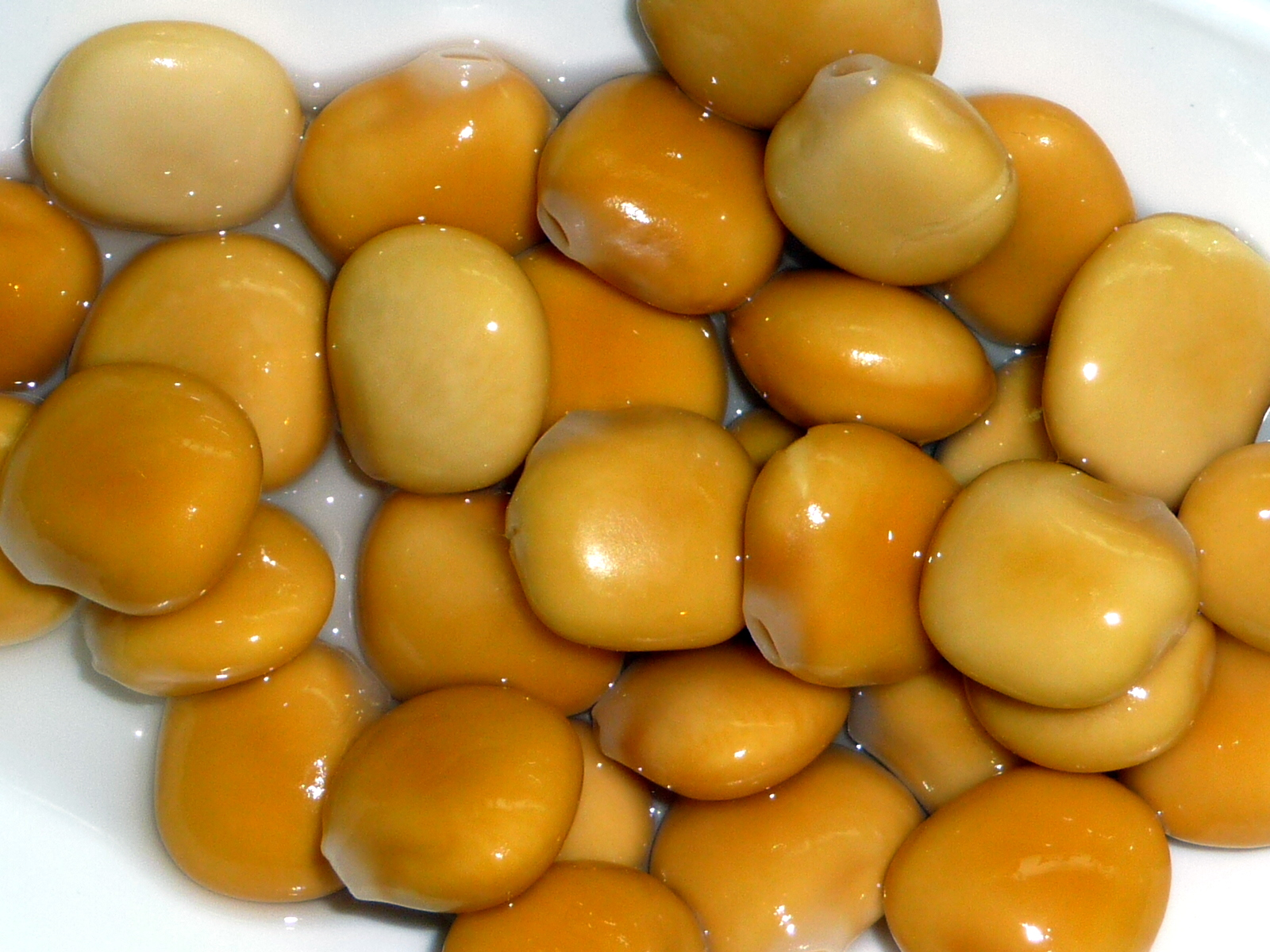
Мариновані боби люпину білого

Люпин білий з давніх-давен широко поширений у Середземномор'ї та на Близькому Сході завдяки своїм ґрунтомеліоративним властивостям і тому, що він добре розвивається на кислих ґрунтах до pH = 6,5 і не переносить вапнякових ґрунтів і йому, за винятком початку вегетаційного періоду потрібно мало води, оскільки він має довгий стрижневий корінь.
Останнім часом підвищився інтерес до ширшого використання зерен люпину в харчових цілях. Борошно із зерен люпину та білкові ізоляти використовуються в хлібобулочній, макаронній, кондитерській та м'ясопереробній промисловості, у виробництві дієтичних та лікувально-профілактичних продуктів.
Мариновані боби люпину білого — популярна закуска в країнах Середземномор'я та Бразилії (lupini італійською, tremoços португальською, altramuces або chochos іспанською). У Греції вони є дуже поширеною закускою в період Великого посту перед Великоднем. Зазвичай їх замочують у розсолі, щоб видалити отруйні алкалоїди люпинін і спартеїн, що надають бобам гіркий смак, і вживають у сирому вигляді. У Єгипті є популярною вуличною закускою після кількох замочувань у воді, а потім засолювання.